# 钟馗嫁妹 (1994年电影)
《钟馗嫁妹》（英語：The Chinese Ghostbuster）是1994年3月5日在英属香港上映的魔幻片。

## 剧情
李世民为了十万元陪一个女人去了阴间一次，正好掉落在钟馗妹妹的轿子前，一只手握住了钟馗妹妹的乳房，有了肌肤之亲，使得钟馗妹妹以身相许。
为了和李世民结婚，钟馗妹妹和钟馗偷了鬼判官的生死簿来到阳世寻找李世民。结果钟馗发现李世民是男妓，于是竭力反对妹妹的婚事，不料妹妹坚持嫁给他，二人已经行房发生了性关系。李世民发觉钟馗妹妹是神鬼时，阳奉阴违，暗地里请茅山道士九叔来帮忙，此事阴间鬼判官也来到人间追捕他们，引发了一场人神大战。

## 演员
| 演员   | 角色     | 备注                               |
| 午马   | 钟馗     |                                    |
| 林正英 | 九叔     | 茅山道士                           |
| 邱月清 | 钟馗妹妹 |                                    |
| 郑浩南 | 李世民   | 英文名：西蒙（Simon），并非唐太宗李世民 |
| 太保   | 艾米     | 李世民的师兄                       |
| 常山   | 鬼判官   | 掌管生死簿                         |